# هاینتس لامردینگ
هاینتس لامردینگ (به آلمانی: Heinz Lammerding) (زاده ۲۷ اوت ۱۹۰۵، مرگ ۱۳ ژانویه ۱۹۷۱) یک ژنرال آلمانی در دوره رایش سوم و از ۲۷ آوریل ۱۹۴۳ تا ۱۵ می ۱۹۴۳ فرمانده لشکر سوم زرهی اس‌اس و از ۲۳ اکتبر ۱۹۴۳ تا ۲۴ ژوئیه ۱۹۴۴ و دوباره از ۲۳ اکتبر ۱۹۴۴ تا ۲۰ ژانویه ۱۹۴۵ فرمانده لشکر دوم زرهی اس‌اس داس رایش بود.

## دادگاه
وی در سال ۱۹۵۳ به جرم جنایت جنگی در فرانسه به دادگاه فراخوانده شد.وی متهم بود که در کشتار در دو روستای اورادور-سور-گلان و تول نقش داشته است.البته وی در این دادگاه به طور غیابی محاکمه شد چرا که هیچ‌گاه از طرف دولت آلمان غربی به فرانسه مسترد نشد.
با این حال بر طبق اظهارات دنی اس. پارکر، لامردینگ در آلمان غربی محاکمه و به جرم جنایت جنگی به زندان محکوم شد و برای مدتی به زندان رفت.
در خاتمه کتاب "باغ حلق‌آویز" اثر یان رنکین درباره لامردینگ این چنین آمده:
"ژنرال لامردینگ افسر فرمانده بود.در نهم ژوئن وی دستور به کشتار ۹۹ نفر از ساکنان تول داد.وی هم‌چنین دستور کشتار در اورادور-سور-گلان را داد.بعدها در جنگ توسط نیروهای بریتانیایی دستگیر شد که آن‌ها از تحویل لامردینگ به فرانسه خودداری کردند.وی به دوسلدورف بازگشت و تا زمان مرگش در ۱۹۷۱ یک کارخانه بزرگ را می‌گرداند".
مراسم خاکسپاری او تبدیل به یک مراسم تجدید دیدار بزرگ برای افسران سابق اس‌اس شد.